# 10 Eskadra Wywiadowcza

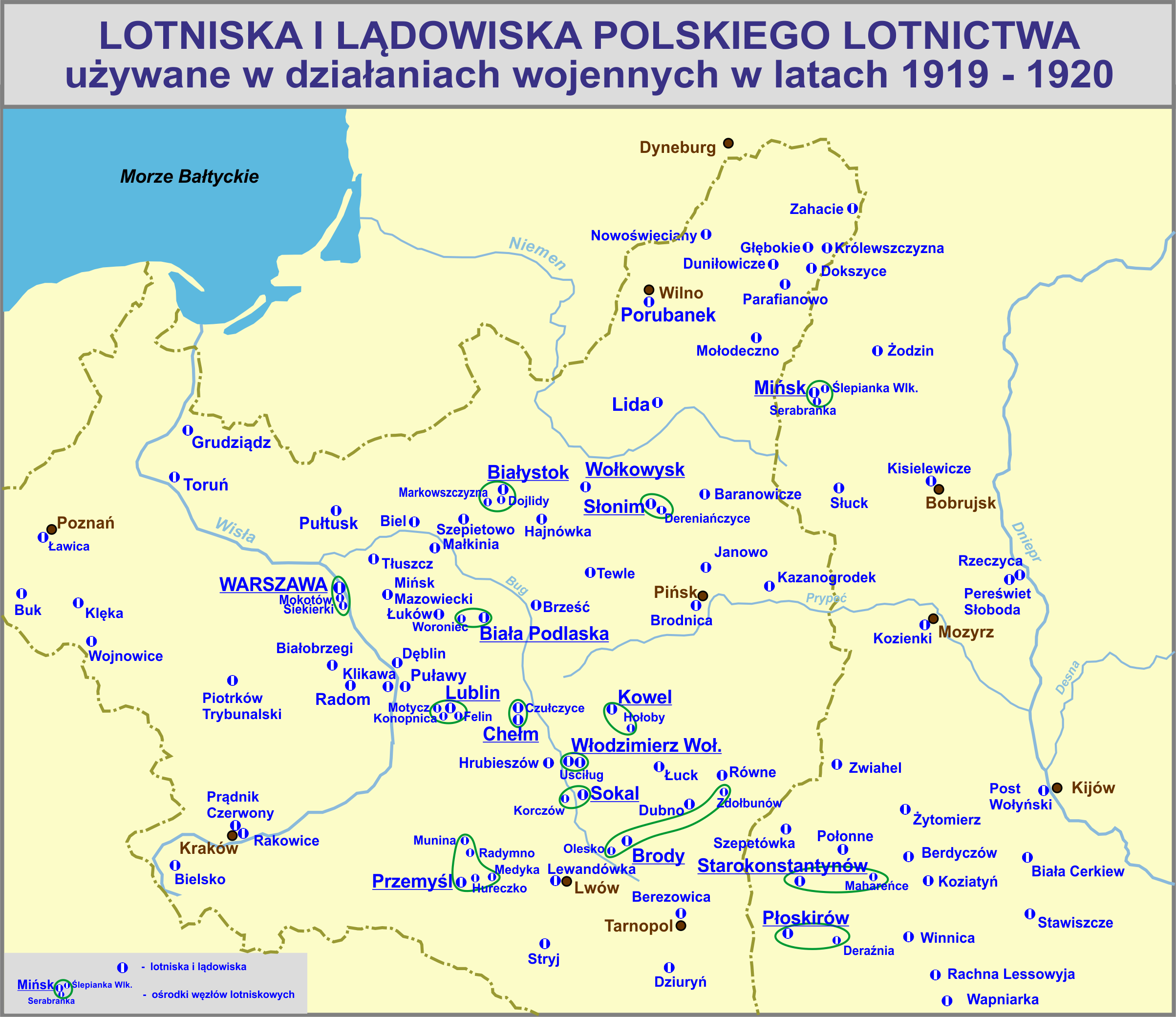

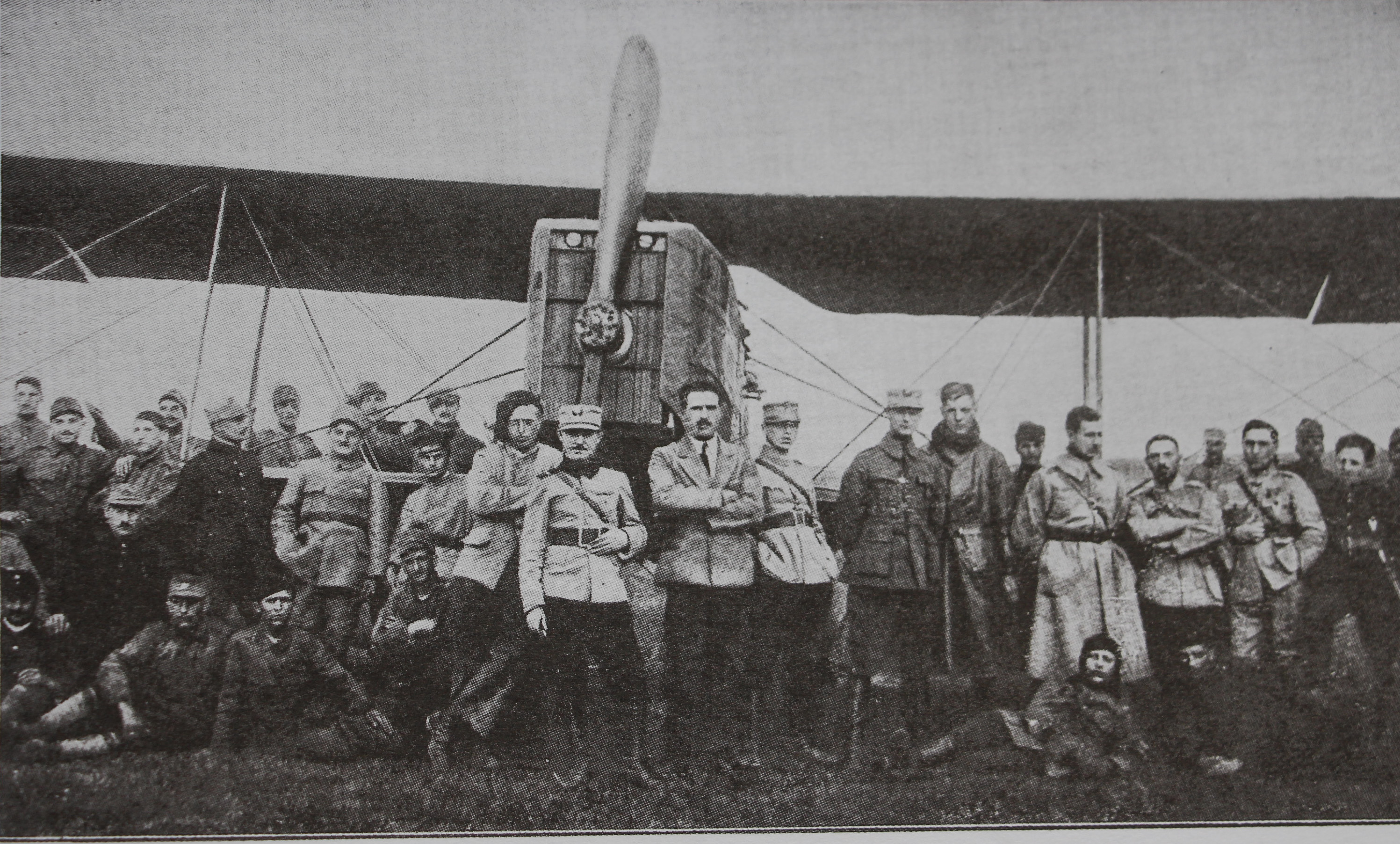
Por. pilot Rayski i ppor. obs. Herlaine wśród oficerów rumuńskich po wylądowaniu w Czerniowcach 1919-06

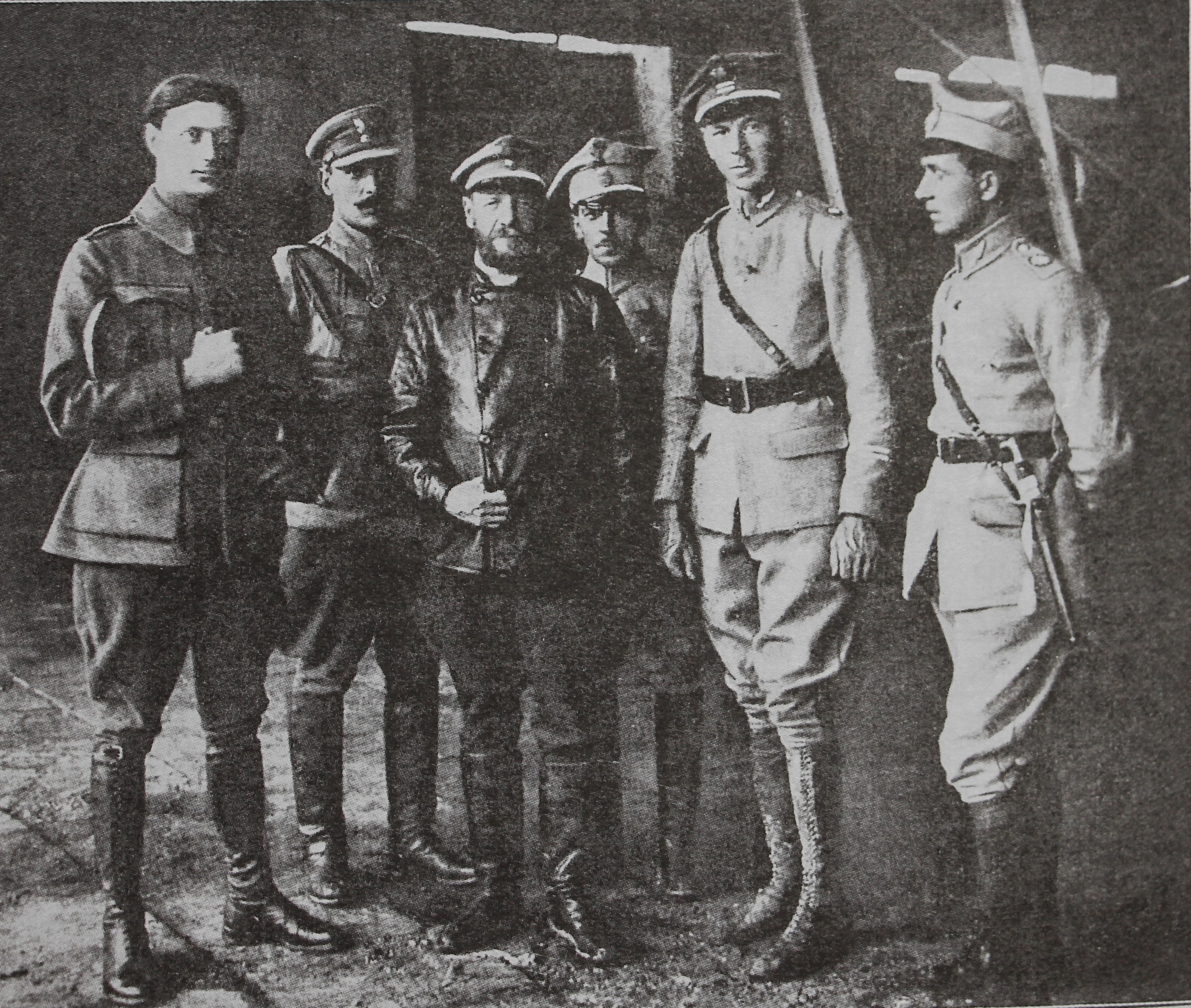
Gen. Żeligowski w Stanisławowie po przewiezieniu go samolotem ze Lwowa przez por. Rayskiego; czerwiec 1919

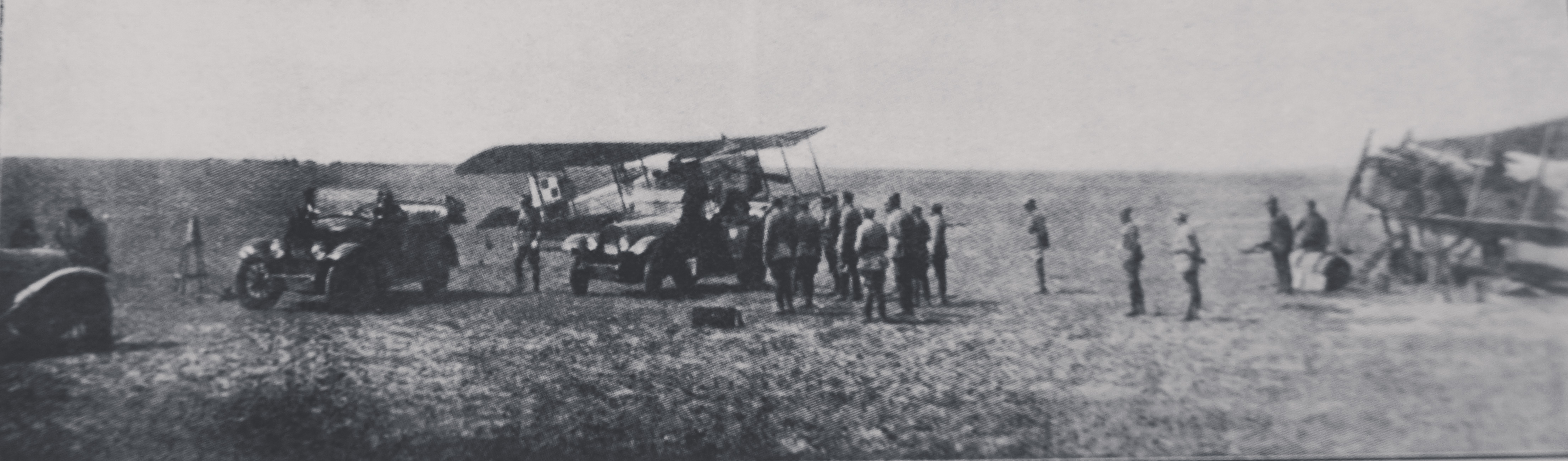
Samochody osobowe na lotnisku w oczekiwaniu na przylot pilotów 10-ej eskadry z lotu bojowego

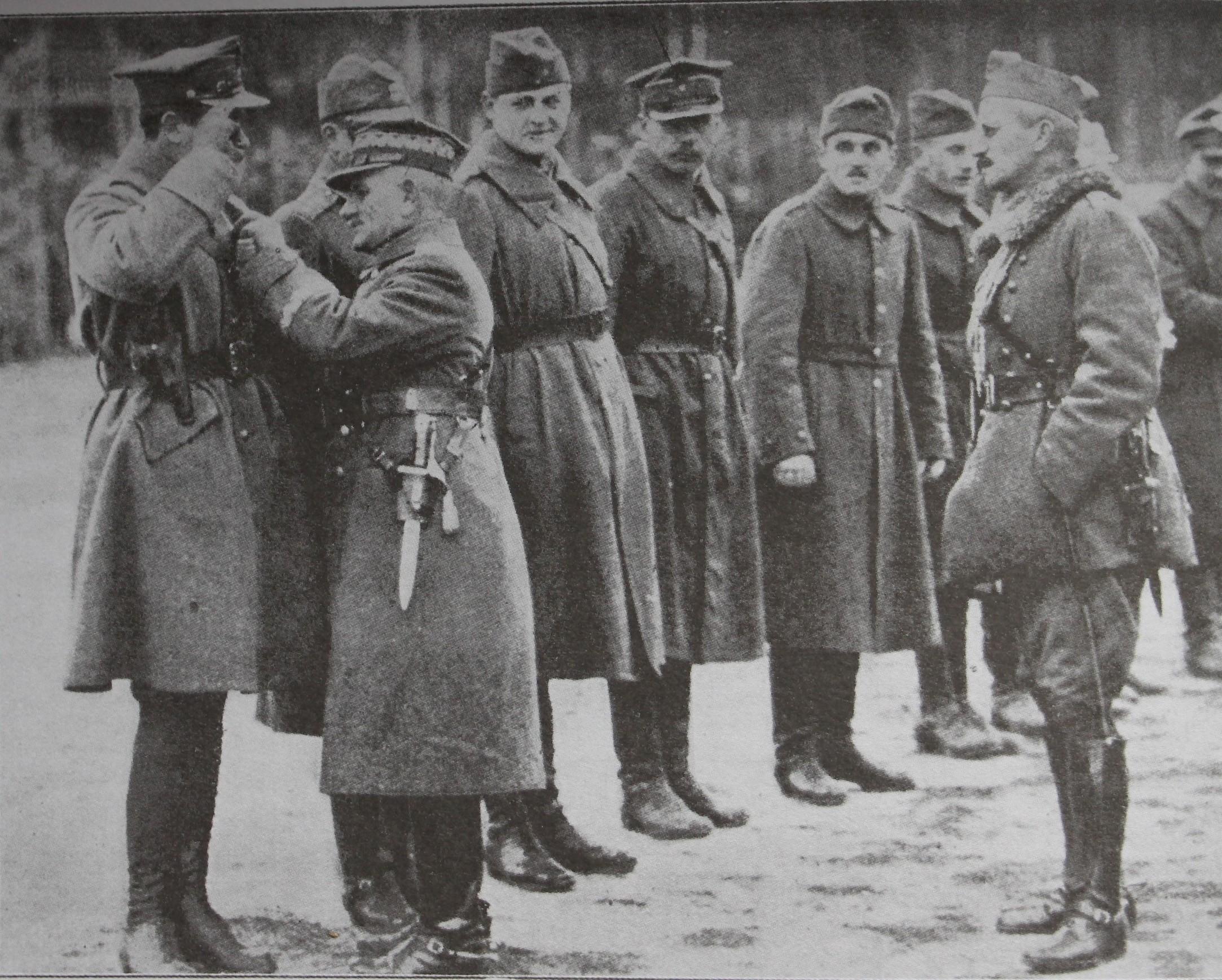
Dekoracja oficerów 10-ej eskadry wywiadowczej orderem Virtuti Militari przez gen. Leonarda Skierskiego w Brześciu nad Bugiem; październik 1920

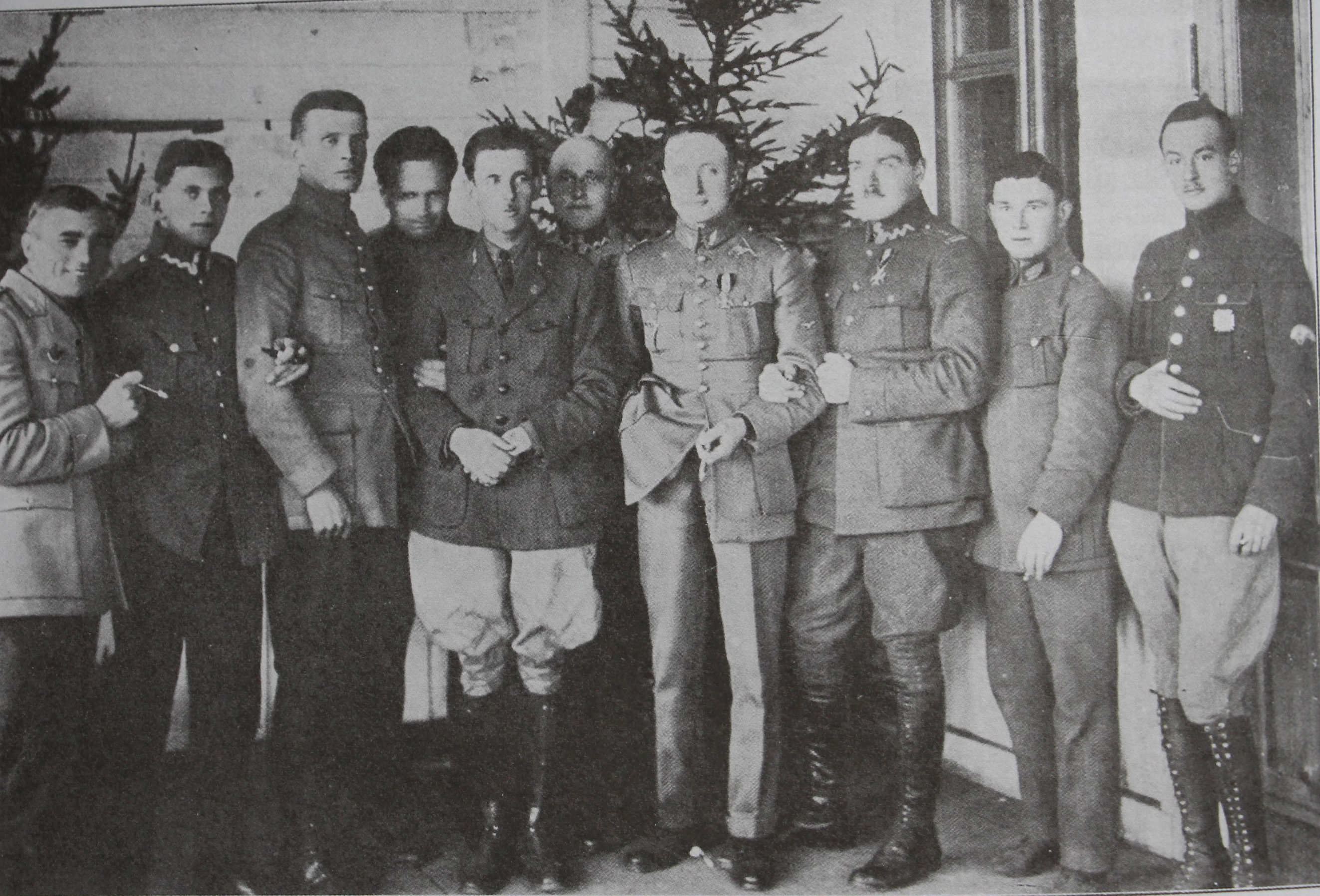
Oficerowie eskadry po dekoracji orderem Virtuti Militari z szefem lotnictwa 4-ej Armii mjr Jerzym Kossowskim

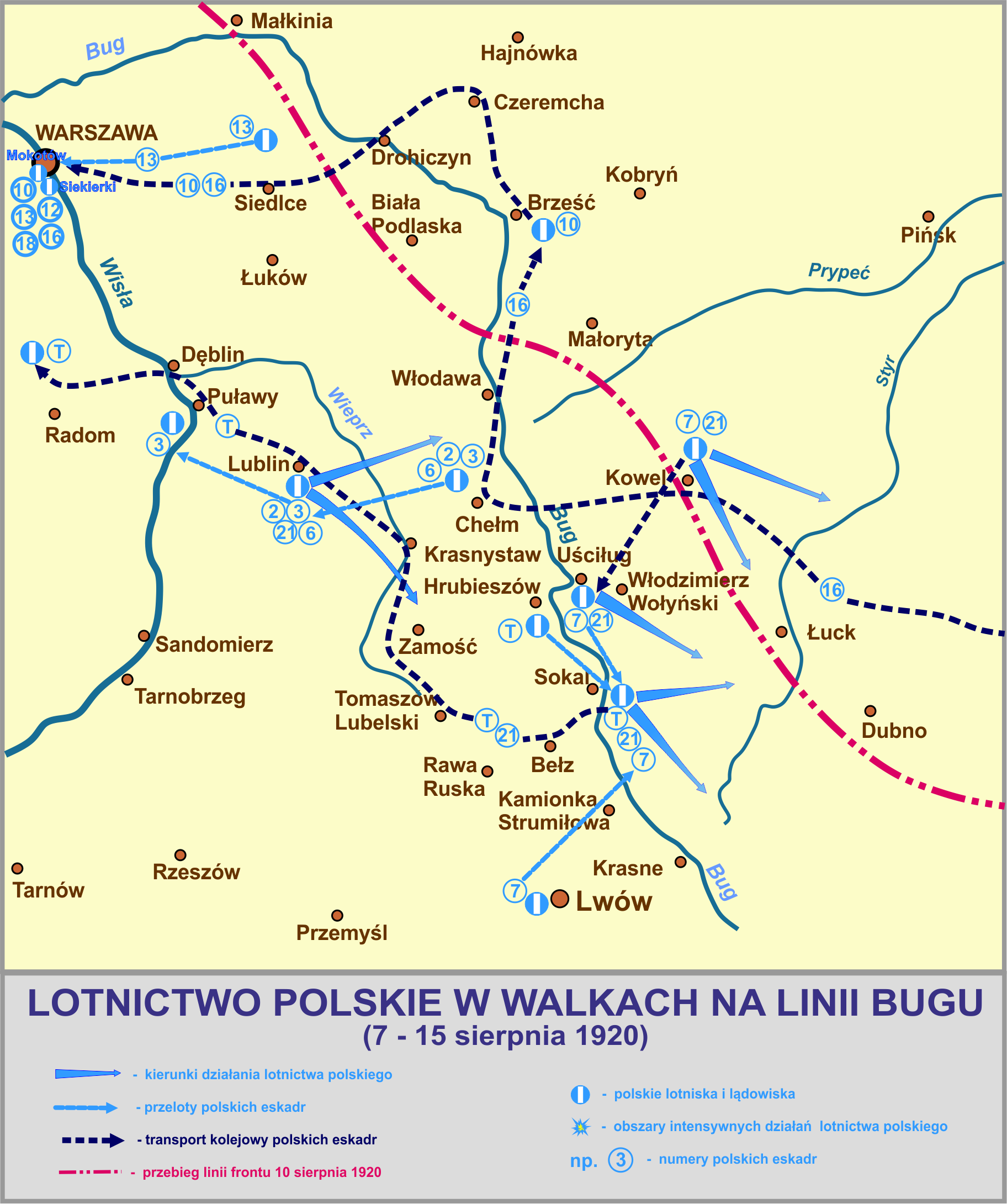

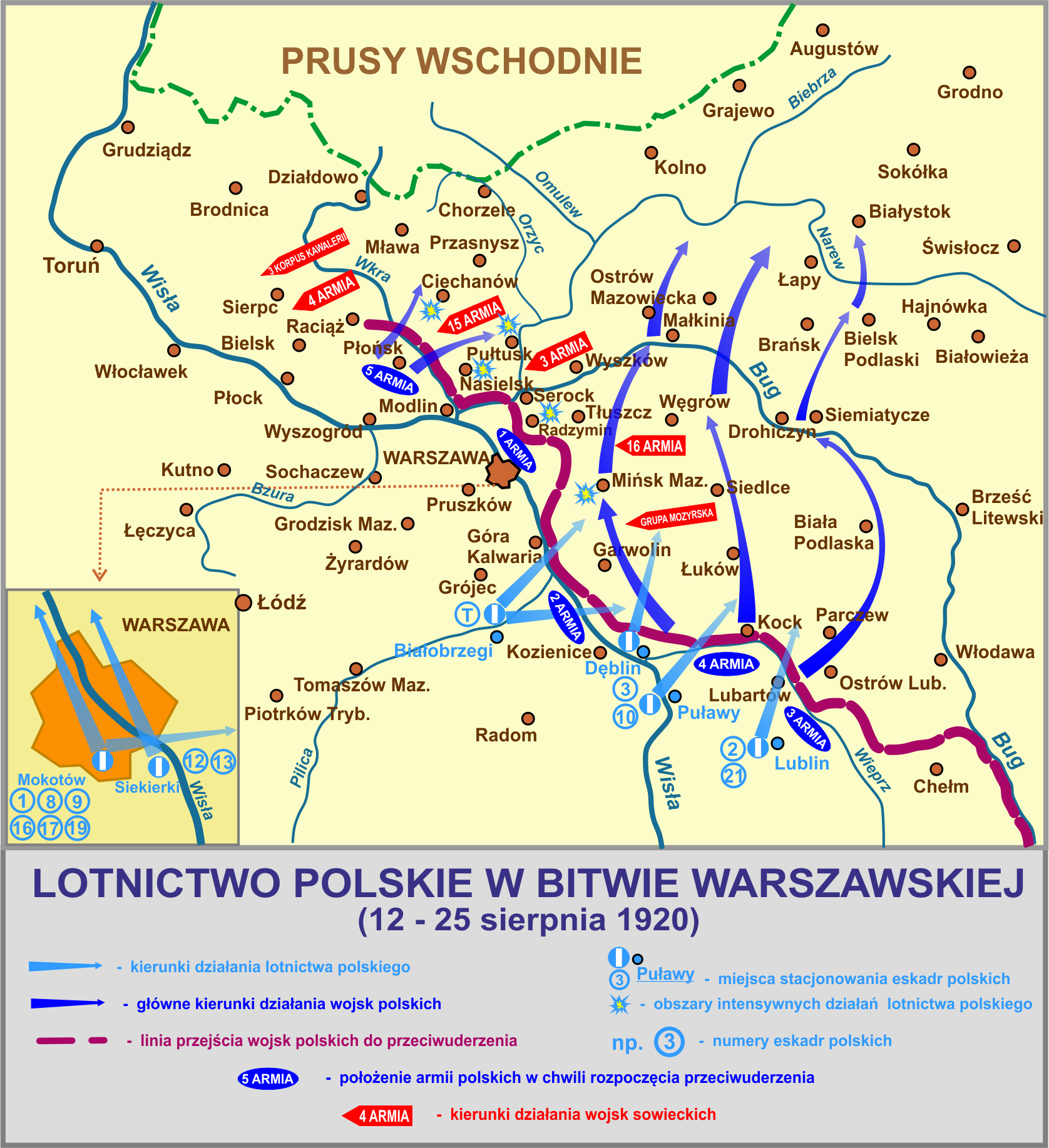

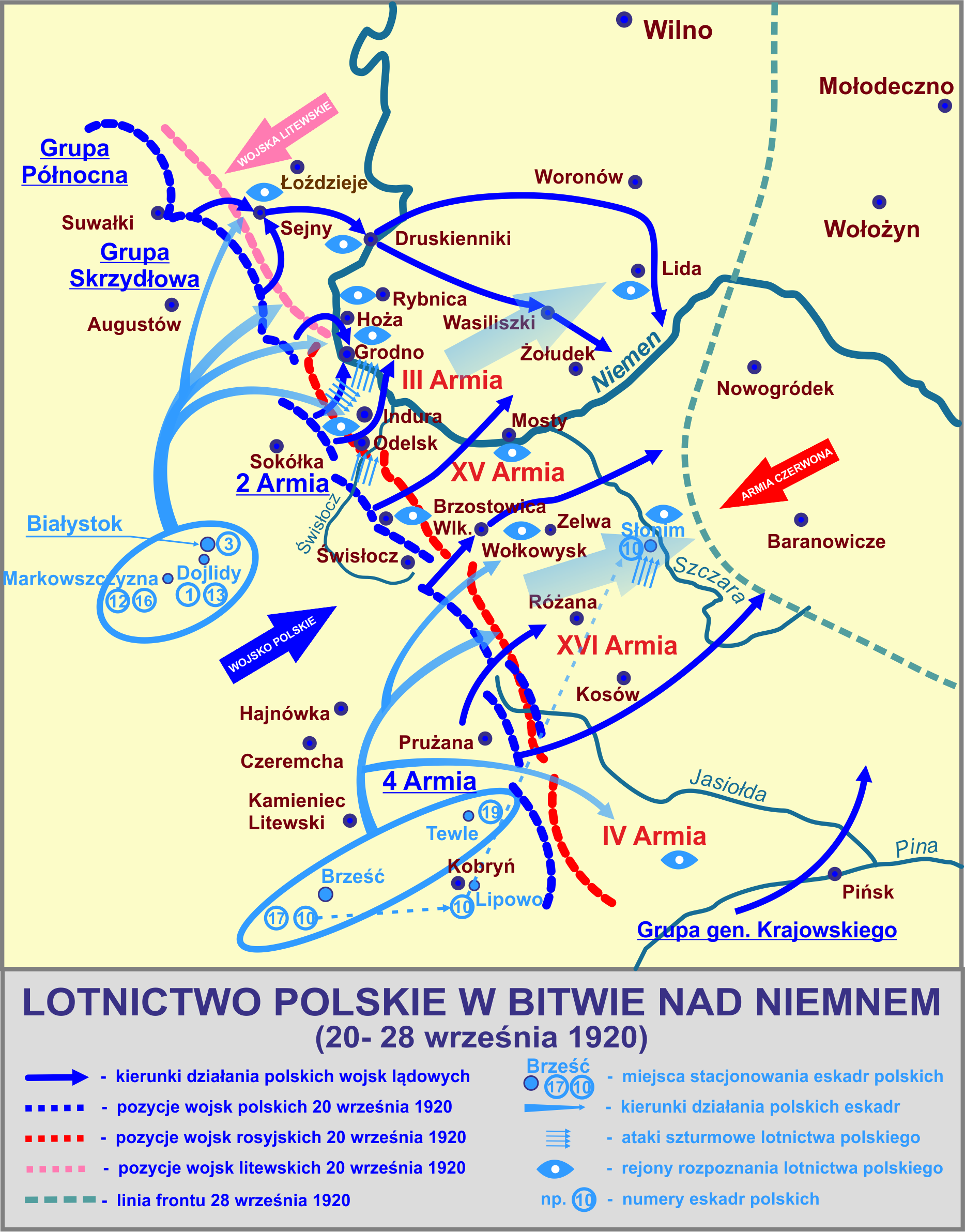

10 eskadra wywiadowcza – pododdział lotnictwa rozpoznawczego Wojska Polskiego na Wschodzie (1918–1919) oraz Wojska Polskiego w II Rzeczypospolitej.
Eskadra była najstarszą polską jednostką lotniczą sformowaną w 1918 na Kubaniu przy 4 Dywizji Strzelców jako Polski Oddział Awiacyjny. Po przylocie do Polski wzięła udział w wojnach: polsko-ukraińskiej i polsko-bolszewickiej. Po wojnie weszła w skład 3 pułku lotniczego w Poznaniu. W 1925 została rozwiązana, a na jej bazie sformowana została 32 eskadra lotnicza.
Godło eskadry: orzeł trzymający w szponach serce z rzymską X.

## Formowanie i walki eskadry

### Polski oddział awiacyjny / eskadra lotnicza 4 Dywizji Strzelców Polskich
Początki formowania eskadry sięgają okresu funkcjonowania na Kubaniu polskiej legii oficerskiej gdzie lotników werbował przyszły dowódca eskadry Waldemar Narkiewicz. Rozkazem Dowództwa Oddziałów Wojsk Polskich na Kubaniu z 15 października 1918, przy kontrrewolucyjnej Armii Ochotniczej gen. Antona Denikina został sformowany Polski Oddział Awiacyjny. 28 października 1918 jednostka przemianowana została na 1 Awiacyjny Oddział Wojsk Polskich. Stacjonowała wtedy na terenie Paszkowskiej Stanicy w okolicach Krasnodaru. Nowo utworzony oddział nie posiadał żadnego sprzętu, a jego działalność polegała na mobilizowaniu personelu latającego i żołnierzy obsługi technicznej. Samoloty spodziewano się pozyskać od oddziałów gen. Denikina. Ostatecznie otrzymano jeden samolot Nieuport, prawdopodobnie Nieuport 10.
1 grudnia 1918 pododdział odpłynął na pokładzie statku „Saratow” z Nowosybirska do Odessy. W Odessie wraz z liczną grupą jej przyszłych pilotów i obserwatorów do oddziału dołączył por. pil. Ludomił Rayski. W tym też czasie do Francji został wezwany dowódca oddziału mjr Waldemar Narkiewicz. Jego obowiązki przejął mjr Stachowski. 
24 lutego 1919 rozkazem oddziału nr L.53 jednostka została przemianowana na eskadrę lotniczą 4 Dywizji Strzelców Polskich i przeniesiona na lotnisko  gdzie stacjonowali lotnicy francuscy. W marcu 1919, dzięki osobistym staraniom inż. Rumbowicza, udało się jednak otrzymać dwa zużyte włoskie Anasale i jeden niemiecki LVG C.V na drewnianych kołach bez gum. 20 marca por. pil. Ludomił Rayski, z polecenia dowództwa francuskiego, na starym rozklekotanym samolocie LVG C.V wykonał wraz z obserwatorem 504 eskadry francuskiej por. Caillardem pierwszy bojowy lot wywiadowczy. Od tej daty rozpoczęły się loty bojowe innych załóg eskadry. 3 kwietnia oddział otrzymał rozkaz gotowości do przeniesienia na teren Rumunii. Stan techniczny posiadanych wtedy dwóch samolotów, Ansala i LVG C.V nie pozwalał na ich przelot. Z inicjatywy por. Rayskiego w przeddzień wymarszu eskadra otrzymała jednego Bregueta z odłamanym skrzydłem którego Francuzi przeznaczyli do spalenia. Po całonocnych prowizorycznych naprawach samolot wystartował rankiem do Akermanu, a później przeleciał do rumuńskiej Braiły do której wkrótce dotarła także i reszta personelu eskadry. W Braile eskadra pozostała około 6 tygodni. W pierwszych dniach czerwca przejechała koleją do Czerniowiec, gdzie dowództwo objął por. Rayski. 10 czerwca na jedynym posiadanym przez eskadrę samolocie typu Breguet XIV B2, wylądował we Lwowie dowódca eskadry por. Ludomił Rayski, a już 14 czerwca cała eskadra została przesunięta z Czerniowiec do Stanisławowa, gdzie odbyła się defilada eskadry w nowych mundurach hallerowskich. W kolejnych dniach eskadra weszła do walki z wojskami ukraińskimi. W drugiej połowie czerwca por. Rayski przewiózł gen. Lucjana Żeligowskiego do Lwowa i powrócił z nim do Stanisławowa. W ciągu dwóch tygodni odbył na tym samolocie 12 lotów bojowych. 2 lipca został ranny w nogę podczas atakowania piechoty ukraińskiej pod Podhajcami. Na skutek intensywnej eksploatacji jedynego samolotu eskadry, wkrótce nie nadawał się on do użytku. Wypożyczono zatem od 5 eskadry wywiadowczej samolot myśliwski Albatros D.III i na nim do 19 lipca por. Rayski wykonywał zadania bojowe.
Piloci eskadry wykonywali loty rozpoznawcze i łącznościowe na korzyść sztabu gen. Wacława Iwaszkiewicza-Rudoszańskiego i gen. Lucjana Żeligowskiego. Pod koniec lipca, już pod nazwą 10 eskadry lotniczej załoga została przesunięta w celu dalszego formowania do Brześcia n. Bugiem.

### 10 eskadra lotnicza / wywiadowcza
W sierpniu 1919 jednostka skierowana została do Brześcia, do dyspozycji Naczelnego Dowództwa, celem reorganizacji i uzupełnienia sprzętu. Część personelu odeszła do sztabu lotnictwa lub na przeszkolenie do szkół lotniczych, a w jednostce pozostało kilka załóg wraz z niezbędnym personelem naziemnym.
W tym czasie eskadra przemianowana została na 10 eskadrę lotniczą. 
W październiku eskadra przeniesiona została na lotnisko Ławica w Poznaniu i podporządkowana dowódcy Frontu Wielkopolskiego. Tu została przeszkolona na nowym typie samolotu Breguet XIV A2.
W styczniu 1920 wykonywała loty rozpoznawcze i propagandowe nad Toruniem i Bydgoszczą. Miało to związek ze zbliżającym się terminem przejęcia przez Polskę Pomorza.
Na dzień 1 lutego 1920 eskadra posiadała 7 pilotów, 3 obserwatorów i 7 samolotów.
Od 17 lutego do kwietnia eskadra stacjonowała w przejętej od Niemiec Bydgoszczy.
Z końcem marca, na Froncie Litewsko-Białoruskim stacjonował 1 dywizjon lotniczy w składzie 1., 4. i 8 eskadra wywiadowcza oraz wielkopolski dywizjon składający się z 12. i 14 eskadry wywiadowczej oraz 13 eskadry myśliwskiej. Jeszcze w kwietniu lotnictwo Frontu zostało wzmocnione przez 4 dywizjon lotniczy w składzie 11. i 18 eskadry wywiadowczej. W maju w rejon frontu przybyły 10 eskadra wywiadowcza i 19 eskadra myśliwska. Naczelne dowództwo przydzieliło 4 Armii pięć eskadr, 1 Armii – trzy eskadry, a do 7 Armii włączono tylko jedną eskadrę.
Na front wschodni 10 eskadra przybyła transportem kolejowym i rozładowała się na stacji Kalinkowicze. 
Wchodziła w skład 7 dywizjonu lotniczego i dysponowała 7 samolotami, z czego jedynie 4 były sprawne. Taktycznie podporządkowana została 9 Dywizji Piechoty. 
Z lotniska Kozienki pod Mozyrzem 2 maja wykonywano pierwsze loty bojowe. W pierwszym locie por. Rymkiewicz przeprowadził rozpoznanie w rejonie Jakimowskaja Słoboda – Wasilewicze – Chojniki. Na stacji kolejowej w Wasilewiczach ostrzelał stojące tam transporty wojska.
Na początku maja dowódca 4 Armii gen. Stanisław Szeptycki odwołał podporządkowanie taktyczne eskadr i podporządkował je bezpośrednio sobie. Wyznaczył też rejony działania eskadr. 10 eskadra wywiadowcza działać miała w rejonie Kalenkowicze – Mozyrz.  
W pierwszych dniach działalności eskadra nie dysponowała bombami lotniczymi. Dopiero 5 maja por. Rymkiewicz dostarczył pierwszą partię bomb z Bobrujska.
7 i 8 maja eskadra dokonano kilkanaście bombardowań pozycji sowieckich w rejonie Talinkowicz, Wasilewicz, Słobody Romeńskiej i Chabna.
Do 12 maja wykonano szereg ataków na pozycje wroga pod Rzeczycą, Zerwaldem i Zajewem. W działaniach tych uczestniczyli por. Rymkiewicz, por. Giedgowd, ppor. Bem i sierż. Gajewski. 
20 maja sześć samolotów 10 eskadry zaatakowało sowieckie transporty wojskowe i pociągi pancerne na stacji kolejowej w Żłobinie.
W tym czasie eskadra zmieniła lotniska, przebazowując się początkowo do Rzeczycy, a 25 maja na lotnisko Pereświet – Słoboda w jej pobliżu. 
Z lotniska Rzeczyca działała na korzyść wojsk lądowych i wykonywała między innymi zadania rozpoznawcze oraz rajdy bombowe na przeprawy wojsk Armii Czerwonej przez Dniepr. 
Wykonała też kilka lotów bombardierskich na Żołbin i Homel. Atakowano bolszewickie pociągi pancerne,  okręty flotylli rzecznej na Sole i balon na uwięzi.
W końcu maja zasięg działania eskadry obejmował rejon, aż po Homel, które to miasto i jego stację kolejową kilkakrotnie bombardowano
W maju eskadra zmieniła nazwę i została przemianowana na 10 eskadrę wywiadowczą.
W połowie czerwca jednostka została zmuszona do opuszczenia macierzystego lotniska i odwrotu do Kozienek, co w pewnym stopniu zahamowało jej działalność.
Od 7 do 16 czerwca działając z lotniska Pereświet Słoboda eskadra ta wykonała ponad 20 lotów, głównie bombowych, zrzucając na pozycje wojsk sowieckich ponad 1000 kg bomb. Z lotniska w Kozienkach jedynie kilka lotów bojowych wykonały załogi: pchor. Wyrzykowski i ppor. Bem oraz pchor. Wyrzykowski i ppor. Koziełło. 
W okresie odwrotu wojsk polskich wspierała oddziały wojsk lądowych.
Od połowy czerwca eskadra pracowała dla sztabu Grupy gen. Władysława Sikorskiego, startując z lotnisk: Kozienki, Łuniniec, Kożangródek i Woroniec. 
5 lipca, startując z lotniska pod Kazangródkiem załoga sierż. Górecki i ppor. Bem wykonała ponad trzygodzinny lot wywiadowczy. Eskadra w dalszym ciągu działała na rzecz Grupy Poleskiej wzmocnionej 9 DP, a kolejne lotniska wybierano w pobliżu sztabu grupy.
W następnych dniach eskadra w odwrocie przekroczyła Bug i zainstalowała się na lotnisku Woroniec koło Białej Podlaskiej, lecz już po kilku dniach otrzymała polecenie przejścia do Brześcia.
Nadmierna eksploatacja sprzętu doprowadziła do wyniszczenia posiadanych samolotów tak, że 11 lipca w Brześciu dysponowała tylko jednym sprawnym Breguetem. Po wyremontowaniu dwóch uszkodzonych samolotów, eskadra dokonała udanego wypadu lotniczego do Pińska. 
Wracając przez Białą Podlaską i Łuków, wylądowała 5 sierpnia w Warszawie. Tu została uzupełniona angielskimi samolotami Bristol F.2B Fighter i już następnego dnia ponownie weszła do akcji bombardując kolumny wojsk bolszewickich na szosach Ostrów Mazowiecka–Wyszków–Pułtusk wspierając działania 1 Armii.
Pierwsze loty z lotniska mokotowskiego zainaugurowała załoga pchor. Wyrzykowski i ppor. Koziełło, 7 sierpnia latali plut. Wiland i ppor. Mickiewicz, 8 sierpnia – sierż. Górecki, 9 sierpnia – pchor. Wyrzykowski i ppor. Koziełło. 11 sierpnia działała cała eskadra wykonując łącznie pięć lotów bojowych, z czego trzy wykonał sierż. Górecki. W następnych dniach, w związku z przygotowywaniem przegrupowania lotnictwa do przeciwuderzenia, eskadra nie prowadziła akcji bojowej.
W ramach przygotowań do operacji znad Wieprza Naczelne Dowództwo Wojska Polskiego zarządziło koncentrację eskadr polskiego lotnictwa wojskowego w dwóch rejonach: lotnictwa 1 i 5 Armii – na lotniskach warszawskich (Mokotów i Siekierki), a lotnictwa 2, 3 i 4 Armii na lotniskach Radomia, Dęblina, Puław i Lublina.
Eskadra weszła w skład 4 Armii. 
Od 15 sierpnia stacjonowała na lotnisku Klikawa. Na skutek braku benzyny nie mogła jednak wejść do działań. Dopiero 17 sierpnia eskadra przystąpiła do walk. W dniach od 17 do 19 sierpnia wspólnie z 10 wywiadowczą prowadziła rozpoznanie obszarów: Maciejowice – Garwolin –Żelechów oraz Stoczek Łukowski – Międzyrzec – Siedlce – Łuków i Węgrów – Sokołów – Drohiczyn. 
18 sierpnia podczas ataku na oddział piechoty sowieckiej pod Drohiczynem została zestrzelona załoga kpr. Szwencer i ppor. Tromszczyński, ale po kilku dniach dołączyła do eskadry. 
19 sierpnia eskadra otrzymały polecenie przebazowania na lotnisko pod Mińskiem Mazowieckim. 
Jeszcze tego samego dnia część eskadry znalazła się na nowym miejscu, natomiast jej reszta przeniosła się do Mińska następnego dnia. Już 22 sierpnia eskadra przeniosła się bliżej frontu i od 25 sierpnia operowała z lotniska Biel koło Małkini.
25 sierpnia zakończyły się działania pościgowe za rozbitymi oddziałami sowieckimi. Na kilka tygodni nastąpiła stabilizacja linii frontu, a jednostki Wojska Polskiego, w tym lotnicze, przeszły kolejną reorganizację.
Po reorganizacji ugrupowanie wojsk polskich na północnym odcinku frontu składało się z 2. i 4 Armii. Zmienił się też przydział lotnictwa do poszczególnych związków operacyjnych. W skład lotnictwa 2 Armii wchodziły: 1., 12. i 16 eskadra wywiadowcza oraz 13 eskadra myśliwska. Eskadry 1. i 13. stacjonowała w Dojlidach, a eskadry 12 i 16 w Markowszczyznie.
W tym czasie w skład lotnictwa 4 Armii wchodziły tylko eskadry: 10. i 17 eskadra wywiadowcza. We wrześniu dołączyła 3 eskadra wywiadowcza.
Do połowy września w pasie natarcia 4 Armii działała tylko 10 eskadra. Przypadła na nią podobna ilość zadań wywiadowczych jakie w 2 Armii wykonywały cztery eskadry. Tylko w ciągu 10 lotnych dni września 10 eskadra wykonała ponad 30 zadań wywiadowczych.
21 września rozpoczęła się bitwa nad Niemnem. 
Tego dnia lotnictwo 4 Armii prowadziło obserwację szos Wołkowysk – Słonim, Prużana – Słonim i Kobryń – Pińsk oraz zwalczało podążające w stronę frontu posiłki wojsk sowieckich. W następnych dniach obszar działania eskadr przenosił się stopniowo na wschód. 
24 września załoga: ppor. Matecki i ppor. Koziełło dostarczyła pilne rozkazy dla dowódcy grupy jazdy gen. Krajewskiego stacjonującego we wsi Pniewy koło Janowa. 
27 września walki objęły już rejon Lidy. Działania eskadry wypełniały nie tylko loty wywiadowcze, lecz także coraz częstsze loty łącznościowe.
28 września załoga: sierż. Wiland i ppor. Koziełło nawiązała kontakt z 15 Dywizją Piechoty w okolicy Wołkowyska, a załoga por. Matecki i por. Zawadzki powtórnie nawiązała łączność z grupą jazdy gen. Krajewskiego. 
W tym czasie 10 eskadra wywiadowcza operowała już z lotniska Lipowo, aby w pierwszych dniach października przebazować się na lotnisko Piaski pod Słonimiem, a następnie do Baranowicz.
W październiku lotnictwo 4 Armii nie działało z taką aktywnością jak we wcześniejszym okresie. 
15 października eskadra wykonała swoje ostatnie loty bojowe. Były to dwa loty łącznościowe: załoga por. Giedgowd i ppor. Koziełło nawiązała łączność z grupą „Mir” i 1 Dywizją piechoty Legionów, dostarczając tym jednostkom rozkazy gen. Skierskiego.
Rozejm zastał eskadrę w Baranowiczach.
14 sierpnia przeniosła się do Klikawy w rejonie Puław, a trzy dni później do Dęblina. Stąd ruszyła na wsparcie kontrofensywy wojsk polskich wykonując loty rozpoznawcze, łącznikowe i naloty szturmowe. Z Dęblina eskadra odleciała do Mińska Mazowieckiego i dalej do Bieli w okolicach Małkini. Kolejne etapy przegrupowania eskadry to Brześć, Linowo, a potem Słonim i Baranowicze. W tym czasie wykonywała głównie loty rozpoznawcze i łącznościowe na korzyść walczących dywizji.
W okresie wojny eskadra wykonała 167 lotów bojowych spędzając 438 godzin w powietrzu.  Zginęło 3 lotników.  Sześciu żołnierzy eskadry odznaczonych zostało orderami Virtuti Militari, a 10 Krzyżami Walecznych.

## Eskadra w okresie pokoju
Po zakończeniu działań wojennych eskadrę przesunięto do Białegostoku. 
Na mocy rozkazu z 18 stycznia 1921, jednostka połączona została z 9 eskadrą wywiadowczą. Połączone pododdziały otrzymały nazwę „10 eskadra wywiadowcza”.
W sierpniu jednostka weszła w skład VII dywizjonu wywiadowczego formującego się 3 pułku lotniczego w Poznaniu. We wrześniu na Ławicę przyleciały samoloty eskadry.
Pierwsze lata pokojowej działalności eskadry nie należały do łatwych. Kwaterowano w starych drewnianych barakach, a posiadane i mocno wyeksploatowane Bristole często ulegały awariom. Ich ciągłe naprawy w zasadzie uniemożliwiały regularne szkolenie personelu latającego. Pojedyncze loty kończyły się często wypadkami.
Brak samolotów powodował dużą fluktuację kadry, która odchodziła do szkolnictwa, rezerwy oraz do organizujących się wytwórni sprzętu lotniczego. Wolne etaty zajmowali absolwenci szkół obserwatorów lotniczych i szkół pilotażu.
W lutym 1925, rozkazem Ministerstwa Spraw Wojskowych nr 2300/org., zapoczątkowano reorganizację lotnictwa wojskowego. Polegała ona między innymi na przeformowaniu eskadr wywiadowczych na „lotnicze” oraz zmianie ich numeracji. Pierwsza cyfra oznaczała numer pułku a następna – kolejność eskadry w pułku.
2 czerwca 10 eskadra wywiadowcza została rozwiązana.
Na bazie personelu eskadry powstała 32 eskadra lotnicza wchodząc w skład nowo powstałego I dywizjonu lotniczego 3 pułku lotniczego.
Cztery lata później eskadrę przemianowano na 32 eskadrę liniową. 
W sierpniu 1939, w czasie mobilizacji alarmowej, przemianowana została na 32 eskadrę rozpoznawczą.

## Żołnierze eskadry
| Dowódcy eskadry                                       | Dowódcy eskadry                     | Dowódcy eskadry                            |
| Stopień                                               | Imię i nazwisko                     | Okres pełnienia służby                     |
| ----------------------------------------------------- | ----------------------------------- | ------------------------------------------ |
| por. / mjr                                            | Waldemar Narkiewicz                 | 15 X 1918 –                                |
| mjr                                                   | Jan Stachowski                      | 1918 – 10 VI 1919                          |
| por. pil.                                             | Ludomił Rayski                      | 10 VI 1919 – 19 VII 1919                   |
| por. pil.                                             | Bolesław Kopyciński                 | VII 1919                                   |
| ppłk. pil.                                            | Jan Kieżun                          | VII 1919 – VII 1920                        |
| kpt. pil.                                             | Józef Krzyczkowski                  | od X 1920                                  |
| kpt. obs.                                             | Andrzej Płachta                     | od V 1921                                  |
| kpt. pil.                                             | Józef Mańczak                       | 1922 – 1926                                |
| Żołnierze 1 Awiacyjnego Oddziału Wojsk Polskich       |                                     |                                            |
| Wstąpili na Kubaniu                                   | Wstąpili na Kubaniu                 | Wstąpili w Odessie                         |
| kpt. pil. Zacharewicz–Święcicki                       | kpt. pil. Zacharewicz–Święcicki     | płk lek. dr Żukowski                       |
| por. pil. Waldemar Narkiewicz                         | por. pil. Waldemar Narkiewicz       | mjr dr Zander                              |
| por. obs. Włodzimierz Boski                           | por. obs. Włodzimierz Boski         | mjr Stachowski                             |
| ppor. obs. Czesław Filipowicz                         | ppor. obs. Czesław Filipowicz       | mjr Łupiński                               |
| ppor. obs. Herlen                                     | ppor. obs. Herlen                   | kpt. Stanisław Bielawski                   |
| ppor. obs. Roman Szomański                            | ppor. obs. Roman Szomański          | por. pil. Ludomił Rayski                   |
| ppor. pil. obs. Stanisław Kuźmiński                   | ppor. pil. obs. Stanisław Kuźmiński | por. Filanowicz                            |
| ppor. pil. Lucjan Kulikowski                          | ppor. pil. Lucjan Kulikowski        | por. pil. Bolesław Kopyciński              |
| ppor. obs. Miłobędzki                                 | ppor. obs. Miłobędzki               | por. Pedachowski                           |
| ppor. obs. Edward Wąsikowski                          | ppor. obs. Edward Wąsikowski        | por. Zawadzki                              |
| ppor. pil. Żardecki                                   | ppor. pil. Żardecki                 | por. Konstanty Abakanowicz                 |
| chor. pil. Władysław Ostrowski                        | chor. pil. Władysław Ostrowski      | por. Oświecimski                           |
| kpr. Jan Kulza                                        | kpr. Jan Kulza                      | ppor. pil. Antoni Mroczkowski              |
| urz. wojsk. obs. Leopold Dobrzański                   | urz. wojsk. obs. Leopold Dobrzański | ppor. Stanisław Sułkowski                  |
|                                                       |                                     | chor. pil. Stanisław Kostecki †30 III 1919 |
|                                                       |                                     | chor. obs. Błażewski                       |
|                                                       |                                     | chor. Sobański                             |
|                                                       |                                     | chor. pil. Eustachy Wołłowicz †30 III 1919 |
|                                                       |                                     | inż. Rauba                                 |
|                                                       |                                     | inż. Witold Rumbowicz                      |
| Personel latający okresu wojny polsko – bolszewickiej |                                     |                                            |
| Obserwatorzy                                          | Obserwatorzy                        | Piloci                                     |
| por. obs. Włodzimierz Gubarew                         | por. obs. Włodzimierz Gubarew       | ppłk pil. Jan Kieżun                       |
| por. obs. Wiktor Zawadzki                             | por. obs. Wiktor Zawadzki           | por. pil. Jan Matecki                      |
| por. obs. Józef Sokołowski                            | por. obs. Józef Sokołowski          | ppor. pil. Ignacy Giedgowd                 |
| por. obs. Tadeusz Zawadzki                            | por. obs. Tadeusz Zawadzki          | ppor. pil. Stanisław Rymkiewicz            |
| ppor. obs. Konstanty Koziełło                         | ppor. obs. Konstanty Koziełło       | ppor. pil. Antoni Mroczkowski              |
| ppor. obs. Eugeniusz Tromszczyński                    | ppor. obs. Eugeniusz Tromszczyński  | pchor. / ppor. pil. Mieczysław Wiland      |
| ppor. obs. Zygmunt Bem                                | ppor. obs. Zygmunt Bem              | pchor. / ppor. pil. Walerian Górecki       |
| ppor. obs. Stanisław Łopaciński                       | ppor. obs. Stanisław Łopaciński     | pchor. / ppor. pil. Jan Wyrzykowski        |
| ppor. pil. obs. Stanisław Kuźmiński                   | ppor. pil. obs. Stanisław Kuźmiński | sierż. pil. Karol Biel                     |
| urz. wojsk. obs. Leopold Dobrzyński                   | urz. wojsk. obs. Leopold Dobrzyński | sierż. pil. Jan Gajewski                   |
|                                                       |                                     | sierż. pil. Eryk Szwencer                  |

## Wypadki lotnicze
- 30 marca 1919 w czasie lotu ćwiczebnego na samolocie Anatra Anasal zginęli śmiercią lotnika chorążowie piloci Stanisław Kostecki i Eustachy Wołłowicz. Obaj lotnicy zostali pochowani na cmentarzu w Odessie, a pośmiertnie odznaczeni Polową Odznaką Pilota[39].

## Samoloty eskadry

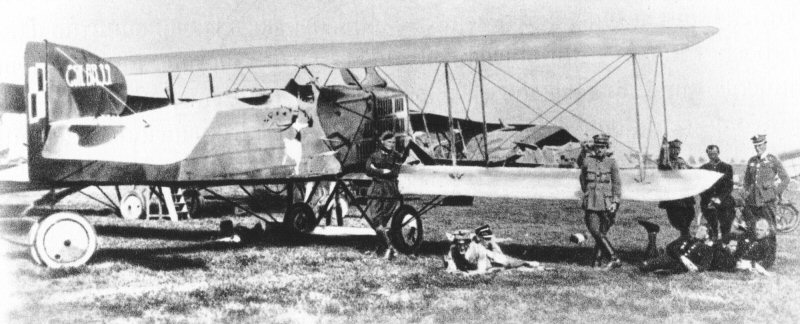
Breguet XIV A.2
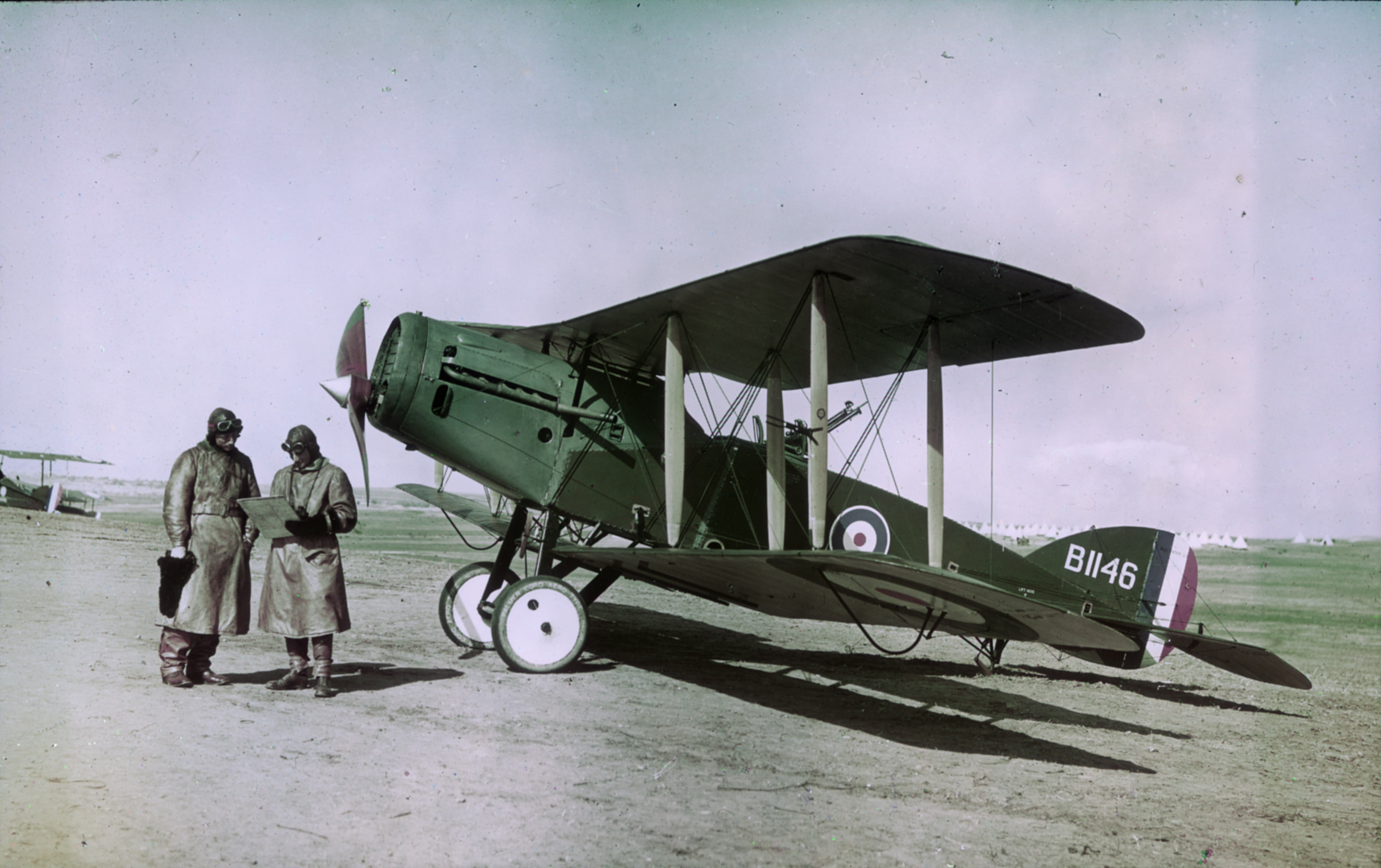
Bristol F.2B Fighter
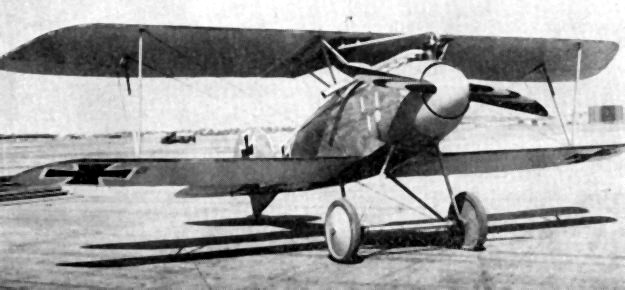
Albatros D.III
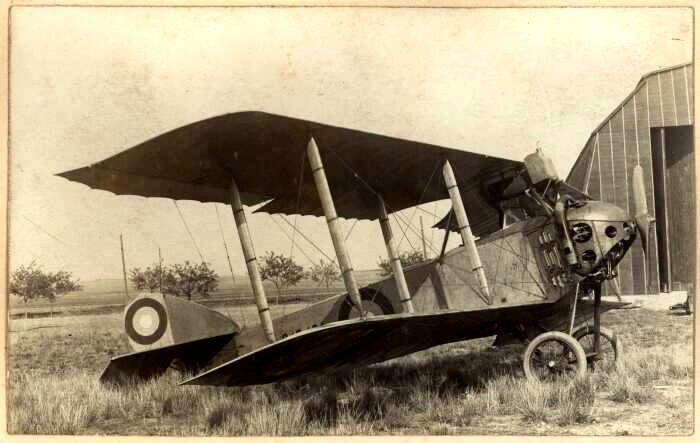
Anatra Anasal